# Local government area del Queensland

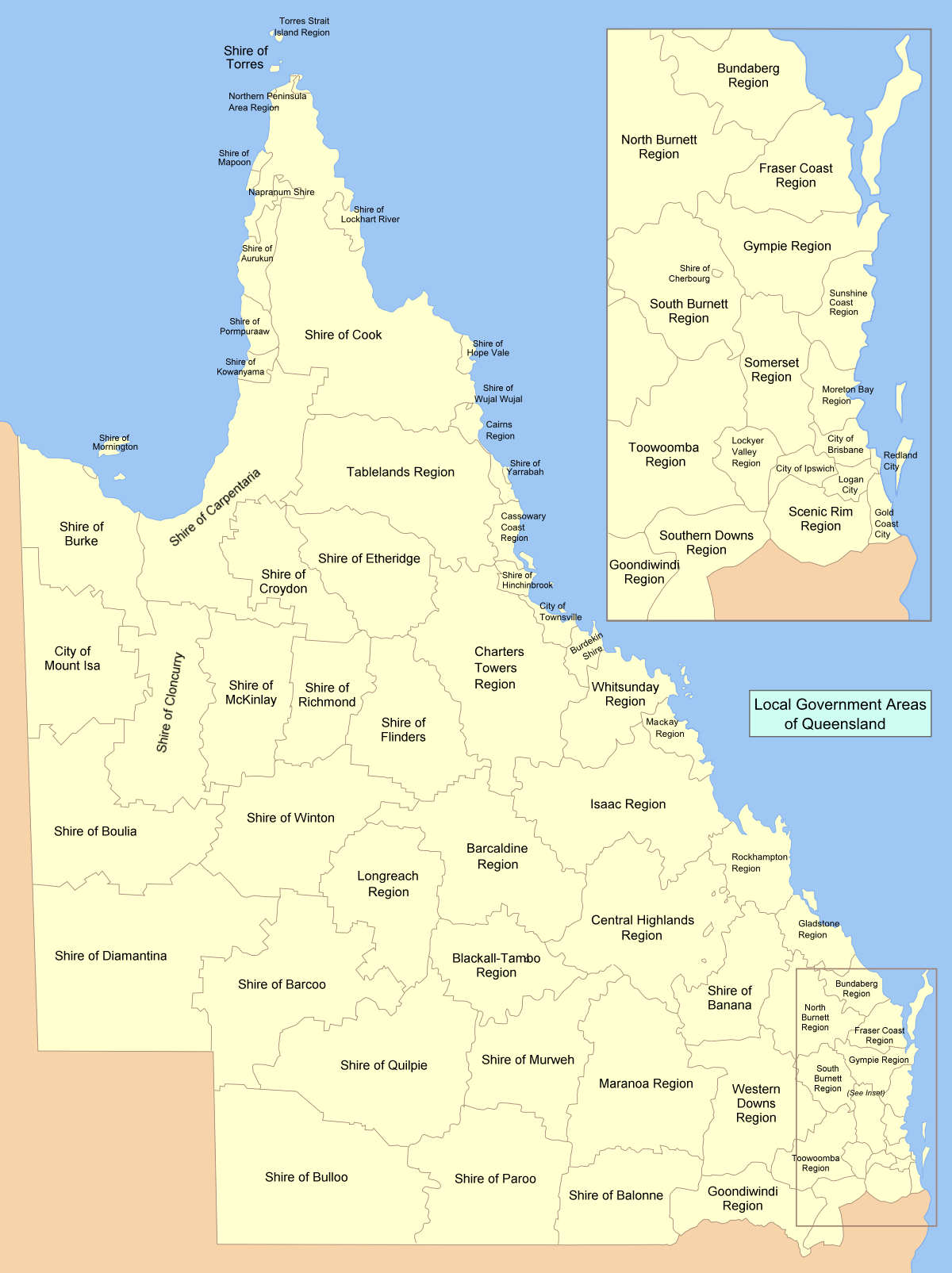
Mappa delle Local Government Area del Queensland

Segue una lista delle Local Government Area dello Stato di Queensland, in Australia:

## A
- Aramac Shire Council
- Atherton Shire Council
- Aurukun Shire Council

## B
- Balonne Shire Council
- Banana Shire Council
- Barcaldine Shire Council
- Barcoo Shire Council
- Bauhinia Shire Council
- Beaudesert Shire Council
- Belyando Shire Council
- Bendemere Shire Council
- Biggenden Shire Council
- Blackall Shire Council
- Boonah Shire Council
- Booringa Shire Council
- Boulia Shire Council
- Bowen Shire Council
- Brisbane City Council
- Broadsound Shire Council
- Bulloo Shire Council
- Bundaberg City Council
- Bungil Shire Council
- Burdekin Shire Council
- Burke Shire Council
- Burnett Shire Council

## C
- Caboolture Shire Council
- Cairns City Council
- Calliope Shire Council
- Caloundra City Council
- Cambooya Shire Council
- Cardwell Shire Council
- Carpentaria Shire Council
- Charters Towers City Council
- Chinchilla Shire Council
- Clifton Shire Council
- Cloncurry Shire Council
- Cook Shire Council
- Cooloola Shire Council
- Crows Nest Shire Council
- Croydon Shire Council

## D
- Dalby Town Council
- Dalrymple Shire Council
- Diamantina Shire Council
- Douglas Shire Council
- Duaringa Shire Council

## E
- Eacham Shire Council
- Eidsvold Shire Council
- Emerald Shire Council
- Council of the Shire of Esk
- Etheridge Shire Council

## F
- Fitzroy Shire Council
- Flinders Shire Council

## G
- Gatton Shire Council
- Gayndah Shire Council
- Gladstone City Council
- Gold Coast City Council
- Goondiwindi Town Council

## H
- Herberton Shire Council
- Hervey Bay City Council
- Hinchinbrook Shire Council

## I
- Ilfracombe Shire Council
- Inglewood Shire Council
- Ipswich City Council
- Isis Shire Council
- Isisford Shire Council

## J
- Jericho Shire Council
- Johnstone Shire Council
- Jondaryan Shire Council

## K
- Kilcoy Shire Council
- Kilkivan Shire Council
- Kingaroy Shire Council
- Kolan Shire Council

## L
- Laidley Shire Council
- Livingstone Shire Council
- Logan City Council
- Longreach Shire Council

## M
- Mackay City Council
- McKinlay Shire Council
- Mareeba Shire Council
- Maroochy Shire Council
- Maryborough City Council
- Millmerran Shire Council
- Mirani Shire Council
- Miriam Vale Shire Council
- Monto Shire Council
- Mornington Shire Council
- Mount Isa City Council
- Mount Morgan Shire Council
- Mundubbera Shire Council
- Murgon Shire Council
- Murilla Shire Council
- Murweh Shire Council

## N
- Nanango Shire Council
- Nebo Shire Council
- Noosa Shire Council

## P
- Palm Island Shire Council
- Paroo Shire Council
- Peak Downs Shire Council
- Perry Shire Council
- Pine Rivers Shire Council
- Pittsworth Shire Council

## Q
- Contea di Quilpie

## R
- Redcliffe City Council
- Redland Shire Council
- Richmond Shire Council
- Rockhampton City Council
- Roma Town Council
- Rosalie Shire Council

## S
- Sarina Shire Council
- Stanthorpe Shire Council

## T
- Tambo Shire Council
- Tara Shire Council
- Taroom Shire Council
- City of Thuringowa
- Tiaro Shire Council
- City of Toowoomba
- Torres Shire Council
- City of Townsville

## W
- Waggamba Shire Council
- Wambo Shire Council
- Warroo Shire Council
- Warwick Shire Council
- Whitsunday Shire Council
- Winton Shire Council
- Wondai Shire Council
- Woocoo Shire Council